# Робер Сюркуф
Робер Сюркуф (на френски: Robert Surcouf) е сред най-големите френски корсари (пирати и капери) от периода на Наполеоновите войни.
Получава прозвището „Крал на корсарите“ (Roi des Corsaires) поради факта, че успява да залови 47 английски, испански, холандски и португалски кораби. За тези заслуги Наполеон му дава титлата барон и го награждава с орден на Почетния легион. Той е един от малкото пирати от началото на 19 век, който повтаря кариерата на един друг голям английски пират, Френсис Дрейк. Заради своята смелост и победи Робер Сюркуф е наречен „Страшилището на моретата“.
Посещава религиозно училище, но на 15-годишна възраст заминава с търговски кораб за Индия. Сключва брак с Мари Блез през 1801 година, има три дъщери и двама синове.
На Робер Сюркуф се приписва крилата фраза, част от диалог с британски морски офицер:
| „ | Англичанинът: „Вие французите се биете за пари, докато ние англичаните – за чест!“ Сюркуф: „Това е вярно, мосю. Всеки се бие за това, което няма.“ | “ |